# Донецька телещогла
Донецька телещогла — суцільнометалева просторова ґратована висотна споруда висотою 360,5 метрів, побудована у 1989–1992 роки в Донецьку з метою трансляції радіо та телебачення. Є другою після Київської телевежі найвищою спорудою в Україні та 51-ю у світі.

## Розташування
Телевежа розташована в Петровському районі Донецька.